# Ember.js
Ember.js – otwarta biblioteka języka JavaScript, ułatwiająca pisanie aplikacji internetowych po stronie klienta z użyciem wzorca Model-View-Controller (MVC). Framework zawiera ułatwienia związane z pisaniem aplikacji na pojedynczej stronie internetowej, między innymi router oraz automatyczną aktualizację szablonu strony (template) z pomocą biblioteki Handlebars.js. Biblioteka jest forkiem SproutCore.

## Wybrane zastosowania biblioteki[2]
Poniższe witryny wykorzystują Ember.js:
- Addepar(inne języki)
- Benefitcloud
- Discourse(inne języki)
- Groupon
- LivingSocial
- MHElabs
- Nezasa
- SquareUp(inne języki)
- Timbuk2
- Yapp
- Zendesk